# 翟美卿
翟美卿，BBS（1964年4月—），女，汉族，广东广州人，中华人民共和国企业家，慈善家，现任香江集团有限公司总裁。第十二、十三、十四届全國政協香港委員。翟美卿在2017年获得卡内基慈善奖。 

## 家庭
丈夫刘志强为香江集团董事局主席。